# Oslavany
Oslavany település Csehországban, a Brno-vidéki járásban. Oslavany Čučice, Zakřany, Lukovany, Ivančice, Neslovice, Zbýšov és Nová Ves településekkel határos. Lakosainak száma 4871 fő (2024. január 1.).

## Népesség
A település lakosságának változását az alábbi diagram mutatja:
| Lakosok száma | 2832 | 3134 | 4669 | 4533 | 4893 | 4544 | 4675 | 4693 | 4746 | 4871 |
|               | 1869 | 1890 | 1921 | 1950 | 1980 | 2001 | 2017 | 2019 | 2022 | 2024 |